# Пантелеев, Юрий Александрович
Юрий Александрович Пантелеев (18 (31) октября 1901, Санкт-Петербург, Российская империя — 5 мая 1983, Ленинград, РСФСР, СССР) — советский военно-морской деятель, адмирал (1953), профессор Военно-морской академии (1962), депутат Верховного Совета СССР, член ВКП(б) с 1940 года. На флоте с 1918 года, участник Гражданской и Великой Отечественной войны. Писатель, яхтсмен, мастер спорта СССР, один из основоположников советского парусного спорта.

## Биография
Родился в семье актера Александра Петровича Пантелеева (1874—1948). В 1917 году окончил 2-ю Санкт-Петербургскую гимназию (последний выпуск).
Отец Юрия киноактёр и режиссёр-постановщик, работал на киностудии «Ленфильм» (тогда ещё «кинофабрики Совкино»). Актрисой на той же кинофабрике была и мать Юрия — Анна Алексеевна.
Юрий, одиннадцатилетним юнгой, вместе с отцом участвовал в походе яхты «Руслан» к берегам Швеции и был свидетелем первого выступления российcких яхтсменов на олимпийской регате 1912 года в Стокгольме
.

### Революционный период
Сын однако актёром не стал, и в 17 лет, в марте 1918 года он был зачислен добровольцем в команду военных моряков, которая охраняла учреждения Рабоче-Крестьянского Красного Флота в Петрограде. Через некоторое время он стал слушателем курсов морских штурманов, а в ноябре 1918 года был назначен командиром 1-го морского отряда Всеобуча, который с августа 1919 года нёс сторожевую службу в устье Невы на линии Лахта — дамба Морского канала на Балтийском море.
В марте 1921 года участвовал в ликвидации Кронштадтского контрреволюционного мятежа.
В мае 1922 года назначен младшим штурманом линейного корабля «Марат». Окончил Высшие специальные курсы командного состава РККФ (1923-1925).

### Первый период службы на Чёрном море
После окончания курсов — с февраля по июль 1925 года — штурман подводной лодки «Политрук» Морских сил Чёрного моря, а с июля 1925 года по апрель 1926 года — старший помощник командира эсминца «Шаумян».
С апреля 1926 года по декабрь 1928 года — старший штурман крейсера «Червона Украина», затем по октябрь 1930 года — помощник начальника отдела боевой подготовки штаба Морских сил Чёрного моря.

### Военно-морская академия и Северная военная флотилия
После пятилетней службы на Чёрном море в октябре 1930 года поступил в Военно-морскую академию имени К. Е. Ворошилова. Окончив Академию в апреле 1933 года, назначен помощником начальника сектора Управления боевой подготовки Морских сил РККА.
В июне 1933 года назначен начальником 1-го сектора (оперативной и боевой подготовки) штаба Северной военной флотилии, где с 25 сентября по 21 марта 1934 года исполнял обязанности начальника штаба Северной военной флотилии.

### Второй период службы на Чёрном море
С апреля 1935 года по ноябрь 1936 года командир 1-й бригады подводных лодок Черноморского флота. С ноября 1936 года по август 1938 года — командир 2-й бригады подводных лодок.
Летом 1938 года переведён в Наркомат ВМФ и с августа 1938 по октябрь 1939 года — член, а затем заместитель председателя Государственной комиссии по приёмке кораблей.
В октябре 1939 года назначен исполняющим должность начальника штаба Краснознаменного Балтийского флота (с июня 1940 года — начальник штаба), и остаётся на этой должности до 29 августа 1941 года.

## Великая Отечественная война

### Служба на Балтике
К началу войны Ю. А. Пантелеев уже имел звание контр-адмирала. В конце августа участвовал в Таллинском переходе, командуя отрядом прикрытия.
В сентябре — октябре 1941 года в распоряжении НКВМФ.
4 октября вступил в командование Ленинградской военно-морской базой, сформированной 29 сентября 1941 года по приказу № К/006 командующего Краснознаменным Балтийским флотом из сил Морской обороны Ленинграда и Озёрного района. До апреля 1942 года совмещал должности командующего морской обороной Ленинграда и Озёрного района, и командира Ленинградской военно-морской базы.
С апреля и до конца 1942 года — помощник начальника Главного Морского штаба ВМФ.

### Командующий Волжской военной флотилией
В мае 1943 года, после Сталинградской битвы, назначен командующим Волжской военной флотилией. До декабря 1943 года командовал Волжской военной флотилией, организовывая борьбу с немецкими минами на всём протяжении реки от Астрахани до Куйбышева и с честью справился с поставленной задачей.
В декабре 1943 года назначен помощником начальника Главного Штаба ВМФ (по июль 1944 года). Через два дня после снятия блокады Ленинграда, 29 января 1944 года, Ю. А. Пантелееву было присвоено звание вице-адмирал.

### Командующий Беломорской военной флотилией
В июле 1944 года назначен командующим Беломорской военной флотилией. В 1944 году Беломорская флотилия, организационно входившая в состав Северного флота, продолжала обеспечивать безопасность морских коммуникаций в Белом море, восточной части Баренцева моря и особенно в Арктике. Операционная зона флотилии растянулась на тысячи километров.
И здесь Ю. А. Пантелеев часто выходил в море. Так, он лично возглавил очень важную конвойную операцию. Два крупных ледокола — «Сталин» и «Северный ветер» — закончили работу в восточной части Арктики, и их следовало привести в Архангельск, где они были крайне необходимы в связи с приближающимся ледоставом. 8 эсминцев, 5 больших охотников, 5 тральщиков должны были нести охрану ледоколов. Командующий флотилией поднял свой флаг на лидере «Баку», и отряд вышел в море. Несмотря на жестокий шторм, доходивший до 10 баллов, соединение боевых кораблей, встретив ледоколы у Карских ворот, взяло их под охрану. Было это глубокой осенью, когда в Карском море почти круглые сутки темно. Акустики то и дело докладывали о шумах вражеских лодок. Боевым кораблям приходилось менять курс, бомбить места предполагаемого нахождения лодок. Так как подлодки подстерегают свою жертву обычно в узкостях и около мысов, Ю. А. Пантелеев решил следовать не обычными курсами, а обойти наиболее опасные районы. Лодки стали появляться все реже, а затем и совсем отстали. Операция закончилась успешно.
В 1944 году командующий Беломорской флотилией Ю. А. Пантелеев и командующий ВВС Северного флота совместно отвечали за обеспечение английской авиации в ходе её «челночных операций» по бомбардировке укрывшегося в районе Альтен-фьорда линейного корабля «Тирпиц». Английским бомбардировщикам никак не удавалось добраться до него — не хватало радиуса действия. Самолёты вылетали из Англии, бомбили линкор, а посадку делали в районе Архангельска, затем вылетали из Архангельска, снова бомбили и садились уже на своих аэродромах. С отечественных аэродромов на цель их водили наши штурманы. Также советские летчики проводили разведку перед предстоящими налётами. В ходе этих налётов линейный корабль был потоплен. Король Великобритании наградил английскими орденами многих участников этого подвига, в том числе и советских лётчиков. Среди награждённых был и командующий Беломорской флотилией Ю. А. Пантелеев, ответственный за «челночную» операцию.

## Послевоенная служба

Адмирал Пантелеев Ю. А.

В марте 1945 года назначен командующим Беломорским морским оборонительным районом Северного флота. В этой должности оставался и после Победы, до июля 1946 года, когда был назначен на должность начальника Управления боевой подготовки (по апрель 1947 года), потом — заместителя начальника Главного штаба ВМС (с апреля по июль 1947 года) и начальника Оперативного управления Главного штаба ВМС (с июля 1947 года по апрель 1948 года).
Позже Ю. А. Пантелеев успешно сочетал командные должности с педагогической деятельностью — начальник Военно-морской академии имени К. Е. Ворошилова (с апреля 1948 года по август 1951 года), командующий 5-м ВМФ, а после его объединения с 7-м ВМФ — Тихоокеанским флотом (с августа 1951 года по январь 1956 года). 3 августа 1953 года Ю. А. Пантелееву присвоено звание адмирал. В 1954—1958 годах он избирался депутатом Верховного Совета СССР.
С января 1956 года по ноябрь 1960 года Ю. А. Пантелеев занимал должность начальника Военно-морской академии кораблестроения и вооружения имени А. Н. Крылова. В 1962 году Ю. А. Пантелеев стал профессором академии, а после объединения двух учебных заведений в единую Военно-морскую академию возглавлял её до января 1967 года.
С января по апрель 1967 года находился в распоряжении Главнокомандующего ВМФ, а затем до марта 1968 года был профессором-консультантом Учёного совета Военно-морской академии. В марте 1968 года уволен в отставку.
Скончался 5 мая 1983 года. Похоронен на 3 уч. Серафимовского кладбища Петербурга.
24 мая 1987 года имя адмирала Пантелеева присвоено большому противолодочному кораблю проекта 1155, который с 1992 года входит в состав Тихоокеанского флота ВМФ России.

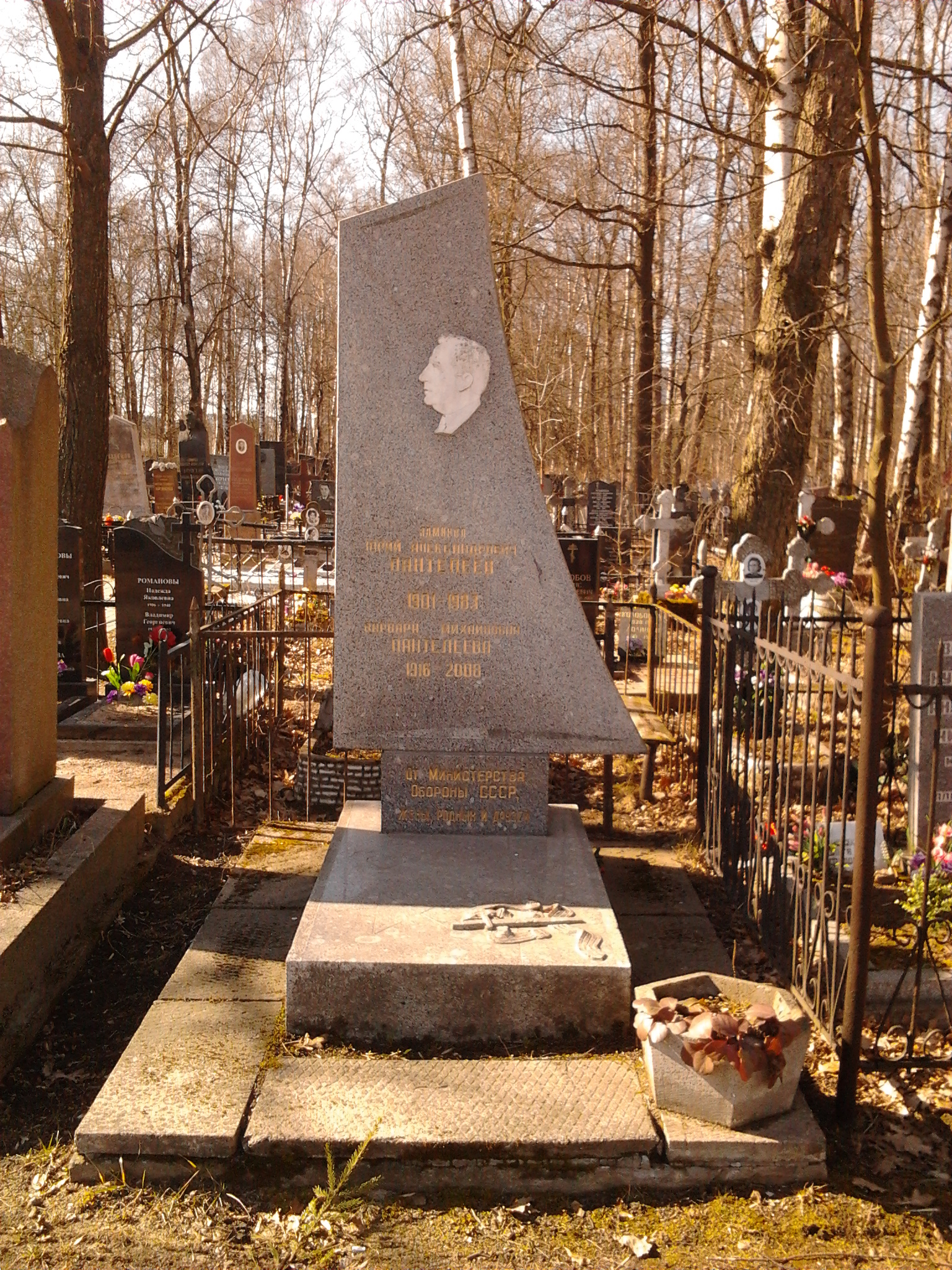
Надгробие Ю. А. Пантелеева на Серафимовском кладбище Санкт-Петербурга.

## Награды
- Орден Ленина (21.02.1945[6]),
- четыре ордена Красного Знамени (1922, 1944, 03.11.1944[6], 1948[6]),
- Орден Нахимова 1 степени № 33 (28.06.1945),
- Орден Отечественной войны 1 степени (1944),
- Орден Трудового Красного Знамени (1981),
- три ордена Красной Звезды (1940, 1944, 28.10.1967[7]),
- английский орден Бани III степени (1945),
- дважды именное оружие (1933, 1952),
- медали.